# Vlahinja (Kuršumlija)
Pour les articles homonymes, voir Vlahinja.
Vlahinja (en serbe cyrillique : Влахиња) est un village de Serbie situé dans la municipalité de Kuršumlija, district de Toplica. Au recensement de 2011, il comptait 28 habitants.

## Démographie
| 1948 | 1953 | 1961 | 1971 | 1981 | 1991 | 2002 | 2011 |
| ---- | ---- | ---- | ---- | ---- | ---- | ---- | ---- |
| 494  | 502  | 498  | 327  | 194  | 121  | 88   | 28   |

|  |